# Cmentarz wojenny nr 201 – Tarnów
Cmentarz wojenny nr 201 – Tarnów – nieczynny, austriacki cmentarz wojenny z okresu I wojny światowej wybudowany przez Oddział Grobów Wojennych C. i K. Komendantury Wojskowej w Krakowie i znajdujący się na terenie jego okręgu VI Tarnów.
Jest to niewielka kwatera utworzona w 1914 roku, znajdująca się w południowo-zachodniej części cmentarza żydowskiego w Tarnowie przy ul. Szpitalnej.
Pochowano na nim 45 żołnierzy austro-węgierskich oraz 9 żołnierzy rosyjskich, wyznania mojżeszowego, poległych w walkach w okolicach Tarnowa oraz zmarłych w wyniku odniesionych ran i z powodu chorób, w tarnowskich szpitalach. Spoczywający tutaj żołnierze są wszyscy znani z nazwisk. Część poległych żołnierzy austro-węgierskich należała do 20 pułku piechoty. Znana jest przynależność pułkowa tylko jednego rosyjskiego żołnierza, służył on w 131 tyraspolskim pułku piechoty.
Obecnie kwatera jest mało czytelna, gdyż wokół niej oraz na jej obszarze znajdują się pochówki cywilne. Nie jest znany projektant cmentarza.
W 2018 roku odnowiono 27 nagrobków należących do pochowanych tutaj żołnierzy.